# Çağla Büyükakçay

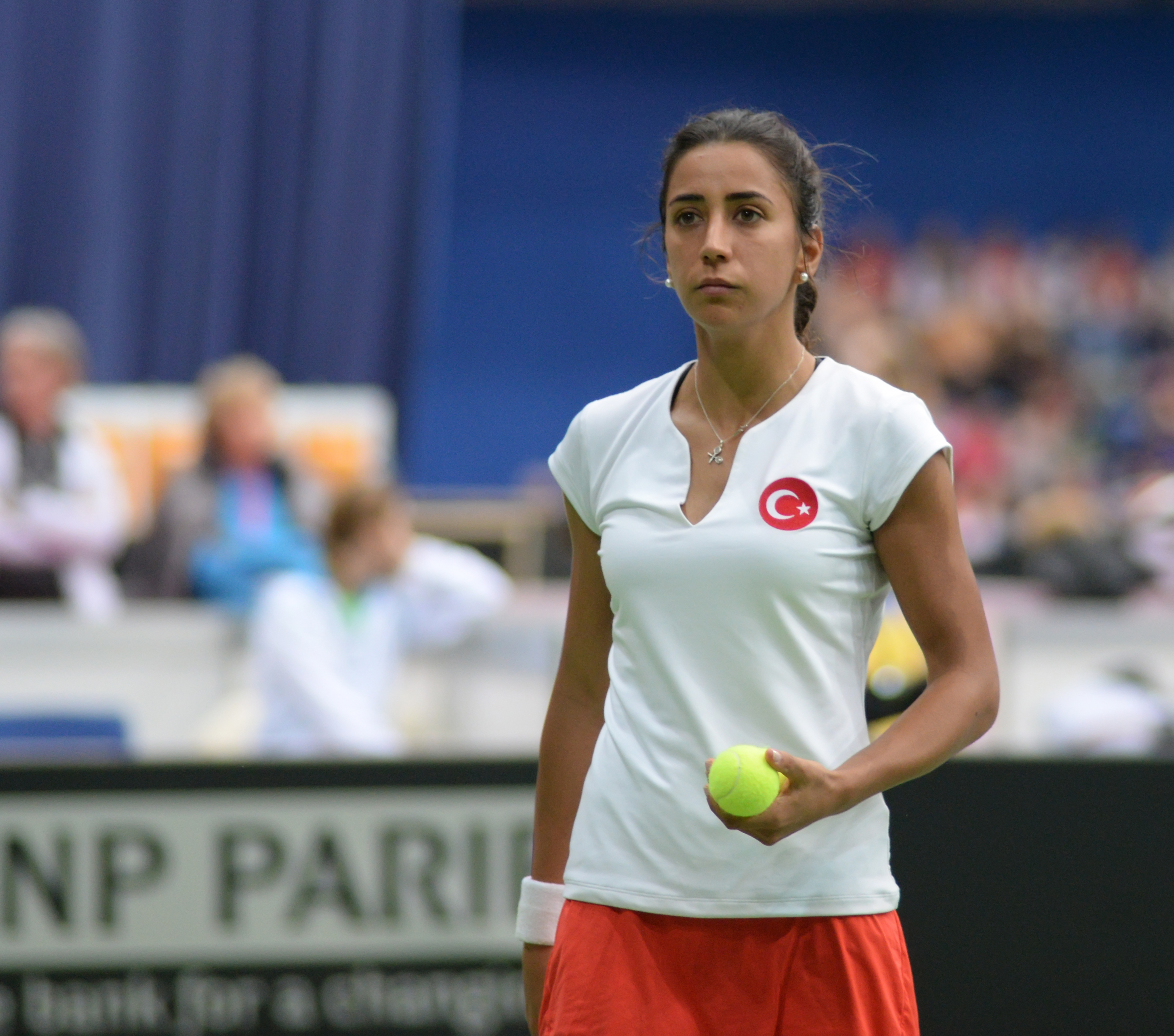
Çağla Büyükakçay, amb la samarreta nacional, el 2015

Çağla Büyükakçay (Adana, 28 de setembre de 1989) és una jugadora de tennis turca. Va rebre el premi Fed Cup Heart Award l'any 2015. Juga per l'Enkaspor i la selecció turca.
S'ha convertit en la primera tennista turca en guanyar un torneig de WTA com single, en ser campiona de la versió 2016 de la İstanbul Cup el 24 d'abril de 2016. També ha guanyat el dret de competir als Jocs Olímpics d'Estiu de 2016.
Ranking mondial:82

## Palmarès: 1 (1−0)

### Individual: 1 (1−0)
| Abans de 2009                | Després de 2009         |
| ---------------------------- | ----------------------- |
| Grand Slam (0−0)             |                         |
| WTA Tour Championships (0−0) |                         |
| Tier I (0−0)                 | Premier Mandatory (0−0) |
| Tier II (0−0)                | Premier 5 (0−0)         |
| Tier III (0−0)               | Premier (0−0)           |
| Tier IV i V (0−0)            | International (1−0)     |

| Títols per superfície |
| --------------------- |
| Dura (0−0)            |
| Gespa (0−0)           |
| Terra batuda (1−0)    |

| Resultat   | Núm. | Data               | Torneig           | Superfície   | Oponent en la final | Marcador      |
| ---------- | ---- | ------------------ | ----------------- | ------------ | ------------------- | ------------- |
| Guanyadora | 1.   | 24 d'abril de 2016 | Istanbul, Turquia | Terra batuda | Danka Kovinić       | 3−6, 6−2, 6−3 |